# Mário Lúcio
Mario Lúcio Matias de Sousa Mendes (Tarrafal, 21 de outubro de 1964), conhecido pelo nome artístico Mário Lúcio, é um cantautor, pintor, poeta e político cabo-verdiano. Entre 2011 e 2016 desempenhou as funções de Ministro da Cultura de Cabo Verde.

## Biografia
Nascido no Tarrafal, na ilha de Santiago, em Cabo Verde, Mário Lúcio perdeu seu pai quando tinha doze anos. Aos quinze anos, ele e os seus sete irmãos perderam sua mãe. Devido ao seu destaque intelectual precoce, aos dez anos de idade foi adotado pelo Estado de Cabo Verde, para que pudesse receber uma educação, tendo em conta que era filho de pais pobres. 
A partir daí, morou no Campo do Tarrafal, a base das Forças Armadas de Cabo Verde, sob os cuidados dos militares. Durante o Liceu participou de uma formação onde tocava guitarra, no grupo Abel Djassi. Recebeu uma bolsa de estudos em 1984, para estudar direito na Universidade de Havana, onde no período, por influência de Pablo Milanês, formou um outro grupo musical. Regressou ao seu país em 1990 onde exerceu a advocacia. Entre 1996 e 2001 foi parlamentar.
Na década de 1990 fundou a banda Simentera. Seus projetos musicais a conjugar poesia chamaram atenção, a tal ponto que recebeu convites do governo para tornar-se o autor dos projetos musicais do país que seriam expostos na Exposição Universal de Sevilha de 1992 e na Exposição Internacional de Lisboa de 1998. É fundador e diretor da Associação Cultural Quintal da Música, uma organização não governamental que apoia a música tradicional cabo-verdiana. Como compositor, é membro da Sociedade dos Autores, Compositores e Editores de Música (Société des auteurs, compositeurs et éditeurs de musique; SACEM) que é a guardiã das composições dos músicos cabo-verdianos, entre eles Cesária Évora. Ele é o compositor permanente da Companhia Raiz di Polon, a única formação de dança contemporânea nas ilhas. Em 1996, ele dirigiu o álbum Nôs Morna, o primeiro trabalho a solo de Ildo Lobo. Compôs a um pedido do programa Porto, Capital Europeia da Cultura a banda sonora da peça Adão e as Sete Pretas de Fuligem, realizada por João Branco. Mais tarde, coordenou o Fesquintal de Jazz, o Festival Internacional de Jazz de Cabo Verde, trabalho que rendeu-lhe vários reconhecimentos mundiais. Foi uma das principais atrações do Festival Músicas do Mundo em 2011, em Sines, Portugal.
No final de 2011, tornou-se o ministro da Cultura cabo-verdiano, sucedendo a Manuel Veiga. Ficou na função até 2016, sendo sucedido nesta pasta pelo sociólogo Abraão Aníbal Barbosa Vicente.

## Obras

### Literárias
É autor das seguintes obras: 
- Nascimento de Um Mundo (poesia, 1990);
- Sob os Signos da Luz (poesia, 1992);
- Para Nunca Mais Falarmos de Amor (poesia, 1999);
- Os Trinta Dias do Homem mais Pobre do Mundo (ficção, 2000);
- Vidas Paralelas (ficção, 2003);
- Saloon (teatro, 2004);
- Teatro (coletânea, 2008);
- Novíssimo Testamento (romance, 2009).
- Biografia da Língua (romance, 2015).
- O Diabo Foi Meu Padeiro (romance, 2019).

### Discografia
Com sua banda anterior, Simentera, possui a seguinte discografia: Raiz (1995), Barro e Voz (1997), Simentera (1999) e Tr'aditional (2002); 
Em sua carreira solo produziu Mar e Luz (2004), Ao Vivo e outros (2006), Badyo (2008), Kreol (2010) e Funanight (2016).

## Prémios
- Recebeu também o Prémio do Fundo Bibliográfico da Língua Portuguesa, no ano de 2000;[7] com o livro " Os Trinta Dias Do Homem Mais Pobre do Mundo"
- Foi condecorado pelo Presidente da República do seu país em 2006 com a Ordem do Vulcão, ao lado de Cesária Évora, foi o artista mais jovem de sempre a receber tal distinção;[8]
- Ganhou o Prémio Literário Carlos de Oliveira, em 2009, pela obra Novíssimo Testamento;[9]
- Em 2015 ganhou o Prémio Literário Miguel Torga, pela obra Biografia do Língua.[10]
- Personalidade do Ano da WOMEX.
- Em 2017 foi condecorado com a medalha de mérito de 1º grau por relevantes serviços culturais.
- Em 2018 recebeu o premio PEN Club Portugal por melhor obra de ficção em língua portuguesa.